# Elasticidad de un motor
La elasticidad en un motor de automóvil se define como la potencia a bajo y medio régimen, en relación con la que da el motor en alto régimen. La elasticidad es, por tanto, una proporción: un motor es «elástico» cuando a bajo y medio régimen tiene una proporción alta de la potencia máxima que es capaz de desarrollar.
La expresión "bajo" o "medio" régimen también hace referencia a una proporción. Para un motor cuyo régimen máximo es 4.500 rpm, 2.500 sería "medio" régimen. Si el motor alcanza 8.000 rpm, entonces 3.100 rpm sería "bajo" régimen.
Teniendo en cuenta que la potencia es la resultante de multiplicar par motor por velocidad de giro, se define como un motor elástico, aquel que sea capaz de entregar la potencia en forma gradual y progresiva, sin picos ni caídas importantes de par motor a lo largo del régimen útil de revoluciones por minuto del mismo.
Cuando se tiene un motor elástico, se obtiene un mayor placer de conducción en el vehículo, pues permite una conducción más relajada, sin necesidad de hacer rebajes de marcha en cada descenso moderado de velocidad, poseyendo estos una mayor capacidad de recuperación frente a los motores poco elásticos, o que entregan su potencia máxima y par máximo a altos regímenes de giro.
A efectos prácticos, la ventaja de un motor elástico es que da más aceleración en marchas largas que uno que no lo sea. Gracias a ello, es posible conducir en marchas largas en ocasiones en las que —con un motor menos elástico— habría que reducir. 
Una expresión numérica de la elasticidad es el llamado índice de elasticidad. Para calcularlo, hay que considerar tres datos: régimen de potencia máxima R1, régimen de par máximo R2 y régimen en el que el motor da la misma cantidad de par motor que en potencia máxima, pero antes del régimen de par máximo R3. En el caso de que el par máximo permanezca constante en un intervalo de régimen, se debe tomar como R2 el régimen más bajo de ese intervalo.
El índice de elasticidad será igual a: {\displaystyle R1^{2}/R2*R3}
Por debajo de 3, se trata de un motor poco elástico; si está entre 3 y 5 es un motor normal; si está por encima de 5, es muy elástico.
- Datos: Q5827333